# Arycanda pervasata
Arycanda pervasata är en fjärilsart som beskrevs av Walker 1862. Arycanda pervasata ingår i släktet Arycanda och familjen mätare. Inga underarter finns listade i Catalogue of Life.